# Campeonato Brasileiro de Futebol Americano de 2018
O Campeonato Brasileiro de Futebol Americano de 2018 foi uma competição organizada pelas ligas de clubes Liga Brasil Futebol Americano (Liga BFA) e Liga Nacional de Futebol Americano (LNFA), chanceladas pela Confederação Brasileira de Futebol Americano (CBFA). Nesta edição a Liga Nordeste de Futebol Americano da LINEFA não fez parte da competição.
A Liga BFA organizou a competição homônima, que corresponde à divisão de elite do futebol americano no país. Já a LNFA organizou a Liga Nacional, divisão de acesso à Liga BFA.
O campeonato nacional contou com 75 equipes: 32 na Liga BFA e 43 na Liga Nacional.

## Brasil Futebol Americano
Este torneio contou com a participação de 32 equipes em suas quatro conferências. Disputaram 26 equipes que participaram da elite nacional, a BFA 2017, as quatro equipes que garantiram acesso através da divisão de acesso, a Liga Nacional de 2017, mais duas equipes convidadas na Conferência Centro-Oeste, para diminuir as distâncias percorridas pelas equipes desta região. As equipes foram Brasília Templários e Leões de Judá, ambas da Capital Federal. A equipe do Campo Grande Predadores, rebaixada, foi convidada a permanecer na elite e a equipe do Sinop Coyotes desistiu de participar.
No início de julho, o Juiz de Fora Imperadores e o Goiânia Rednecks desistem da competição alegando problemas financeiros e estruturais. Devido à desistência das equipes mineira e goiana após a divulgação da tabela de jogos os jogos que envolviam JF Imperadores e Rednecks foram considerados como W.O. com vitória de 49 a 0 para o adversário. As duas melhores equipes disputam a grande final, o Brasil Bowl IX. A pior equipe de cada conferência é rebaixada à Liga Nacional de 2019 ou Liga Nordeste de 2019.

### Equipes participantes
| Conferência Sul | Conferência Sudeste                                                                                                 | Conferência Sudeste                                                                                          |
| --- | --- | --- |
| - Coritiba Crocodiles - Jaraguá Breakers - Juventude FA - Paraná HP - Santa Maria Soldiers - São José Istepôs - Timbó Rex                   | Grupo Leste - América Locomotiva - Botafogo Reptiles - Corinthians Steamrollers - Flamengo Imperadores - Tritões FA | Grupo Oeste - Galo FA - Juiz de Fora Imperadores - Portuguesa FA - São Paulo Storm - Vasco da Gama Patriotas |
| Conferência Centro-Oeste | Conferência Nordeste                                                                                                | Conferência Nordeste                                                                                         |
| - Brasília Templários - Campo Grande Predadores - Cuiabá Arsenal - Leões de Judá - Sorriso Hornets - Tubarões do Cerrado - Goiânia Rednecks | Grupo Norte - Bulls Potiguares - Ceará Caçadores - Natal Scorpions - UFERSA Petroleiros                             | Grupo Sul - Cavalaria 2 de Julho - João Pessoa Espectros - Recife Mariners - Tropa Campina                   |

### Premiações
| Brasil Bowl IX              |
| Minas Gerais                |
| --------------------------- |
| Galo FA Campeão (2º título) |

| Conferência Sul               |
| Santa Catarina                |
| ----------------------------- |
| Timbó Rex Campeão (4º título) |

| Conferência Sudeste         |
| Minas Gerais                |
| --------------------------- |
| Galo FA Campeão (2º título) |

| Conferência Centro-Oeste                |
| Distrito Federal (Brasil)               |
| --------------------------------------- |
| Tubarões do Cerrado Campeão (1º título) |

| Conferência Nordeste (Nordeste Bowl IX)   |
| Paraíba                                   |
| ----------------------------------------- |
| João Pessoa Espectros Campeão (9º título) |

## Liga Nacional
Este torneio contou com a participação de 43 equipes em suas duas conferências com duas divisões cada. Três equipes garantem vaga no Brasil Futebol Americano de 2019. Após início da competição, o Curitiba Lions desistiu da sua participação sem disputar nenhum jogo. Todos os jogos que envolviam o time foram considerados como W.O. com vitória de 49 a 0 para o adversário.

### Equipes participantes
| Conferência Brasileira Divisão Centro-Oeste                                                                 | Conferência Americana Divisão Sudeste                                                         | Conferência Americana Divisão Sudeste                                                            | Conferência Americana Divisão Sudeste                                                   | Conferência Americana Divisão Sudeste                                                      |
| --- | --------------------------------------------------------------------------------------------- | ------------------------------------------------------------------------------------------------ | --------------------------------------------------------------------------------------- | ------------------------------------------------------------------------------------------ |
| Grupo C - Goiânia Saints - Operário Gravediggers - Sinop Coyotes - Sinop Galaxy - Rondonópolis Hawks        | Grupo 1 - Contagem Inconfidentes - Dark Owls FA - Espírito Santo Black Knights - Macaé Oilers | Grupo 2 - Palmeiras Locomotives - São Paulo Monsters - Sorocaba Vipers - Volta Redonda Falcons   | Grupo 3 - Mooca Destroyers - Nova Serrana Forgeds - Pouso Alegre Gladiadores - Blaze FA | Grupo 4 - Betim Bulldogs - Ribeirão Preto Challengers - São Paulo Spartans - Uberaba Zebus |
| Conferência Brasileira Divisão Norte                                                                        | Conferência Brasileira Divisão Norte                                                          | Conferência Americana Divisão Sul                                                                | Conferência Americana Divisão Sul                                                       | Conferência Americana Divisão Sul                                                          |
| Grupo A - Manaus Broncos - Manaus Cavaliers - Manaus Lobos Guerreiros - Manaus North Lions - Manaus Raptors | Grupo B - Belém Titans - Paysandu Lobos - Remo Lions - São Luís Tupinambás - Vingadores FA    | Grupo 5 - Bento Gonçalves Snakes - Foz do Iguaçu Black Sharks - Ijuí Drones - Santa Cruz Chacais | Grupo 6 - Brown Spiders FA - Corupá Buffalos - Gaspar Black Hawks - Maringá Pyros       | Grupo 7 - Armada FA - Criciúma Miners - Curitiba Lions - Porto Alegre Gorillas             |

### Premiações
| Super Bowl                                     |
| São Paulo                                      |
| ---------------------------------------------- |
| Ribeirão Preto Challengers Campeão (1º título) |

| Brazilian Bowl                    |
| Pará                              |
| --------------------------------- |
| Vingadores FA Campeão (1º título) |

| Nacional Bowl                                  |
| São Paulo                                      |
| ---------------------------------------------- |
| Ribeirão Preto Challengers Campeão (1º título) |